# The BDI Thug
Albums de Buckshot
Chemistry
(2005)
The BDI Thug est le premier album studio de Buckshot, sorti le 26 octobre 1999.
L'album s'est classé 21e au Billboard Heatseekers et 63e au Top R&B/Hip-Hop Albums.
Le titre de l'opus fait référence au surnom que 2Pac donna à Buckshot durant l'été 1996 alors qu'ils travaillaient ensemble sur One Nation, un album qui n'a jamais été publié.

## Liste des titres
| No  | Titre                                                       | Contient un (des) sample(s) de                          | Durée |
| --- | ----------------------------------------------------------- | ------------------------------------------------------- | ----- |
| 1.  | Intro (Games People Play)                                   |                                                         | 1:03  |
| 2.  | Follow With Pride                                           |                                                         | 4:54  |
| 3.  | Ladies N Gentlemen                                          |                                                         | 4:25  |
| 4.  | My Bitchez & My Niggaz (featuring Harly Hearts)             |                                                         | 4:24  |
| 5.  | Trapped                                                     |                                                         | 5:11  |
| 6.  | Take It to the Streets (featuring Half A Mil, Swan et Tone) |                                                         | 4:58  |
| 7.  | I'll Be Damned (featuring Swan)                             |                                                         | 4:37  |
| 8.  | Heavy Weighters (featuring FT et Swan)                      |                                                         | 4:08  |
| 9.  | Glide with Me (featuring Swan)                              |                                                         | 5:00  |
| 10. | Take Your Time                                              |                                                         | 4:54  |
| 11. | Breath Control                                              | New-Found Truths de Catalyst Rainmaker de Harry Nilsson | 4:27  |
| 12. | Boom Bye Bye (featuring Top Dog)                            | Sound Bwoy Bureill (Re-Edit) de Smif-n-Wessun           | 3:51  |
| 13. | Feel It (featuring Swan, Sweet Mellodye et Tone Capone)     |                                                         | 4:12  |
| 14. | Final Words                                                 |                                                         | 3:49  |

| 15. | Follow My Lead Remix             | 4:32 |
| 16. | Use 2 Be Afraid (featuring Swan) | 5:10 |
| 17. | Will We Live 2 See 2morrow       | 5:08 |